# Lubomino
Lubomino (deutsch Arnsdorf) ist ein Dorf mit etwa 1200 Einwohnern im Powiat Lidzbarski in der polnischen Woiwodschaft Ermland-Masuren. Es ist Sitz der gleichnamigen Landgemeinde mit etwa 3600 Einwohnern und bildet mit Karbówka (Karben) ein Schulzenamt.

## Geographische Lage
Das Dorf liegt etwa 13 Kilometer nordwestlich von Dobre Miasto (Guttstadt),  24 Kilometer westlich von Lidzbark Warmiński (Heilsberg) und 36 Kilometer nordwestlich von Olsztyn (Allenstein).

## Geschichte

### Ortsgeschichte
Arnold, der Bruder des Bischofs Eberhard von Neiße, erhielt die Handfeste des Dorfes nach Kulmer Recht am 12. August 1308. Das Dorf, das nach seinem Gründer Arnoldsdorf oder Arnsdorf genannt wurde, erhielt 120 Hufe, davon zehn Hufe für den Schulzen Arnold zzgl. weiterer zehn Freihufe. Nach dem Tod Arnolds erbten seine Söhne Dietrich und Heinrich jeweils die Hälfte. Zwischen 1340 und 1370 entstand die Pfarrkirche St. Katharina. Die letzten beiden Geschosse des Kirchturms wurden aber erst 1480 fertiggestellt. Die dem Schulzen zustehenden Fläche schrumpfte bis 1527, als die zwei Dorfschulzen zusammen nur noch über 3,5 Hufe verfügten. Am 28. Mai 1527 erneuerte Mauritius Ferber die Handfeste und erhöhte die Zahl der Schulzenhufen um vier. Weiterhin wurde die zum Dorf gehörige Fläche auf 149 Hufe, bzw. 2540 Hektar erhöht, so dass Arnsdorf das größte Dorf des Ermlands war.  1807 brannte das Kirchenschiff  aus und wurde, wesentlich verändert, wiederhergestellt. 1922 wurde die Kirche umfassend renoviert.
1945 gehörte Arnsdorf zum Landkreis Heilsberg im Regierungsbezirk Königsberg der Provinz Ostpreußen des Deutschen Reichs. Gegen Ende des Zweiten Weltkriegs wurde die Region Anfang 1945 von der Roten Armee besetzt. In der Folge kam der Ort an die Volksrepublik Polen. Soweit die Einwohner nicht geflohen waren, wurden sie in der darauf folgenden Zeit vertrieben.

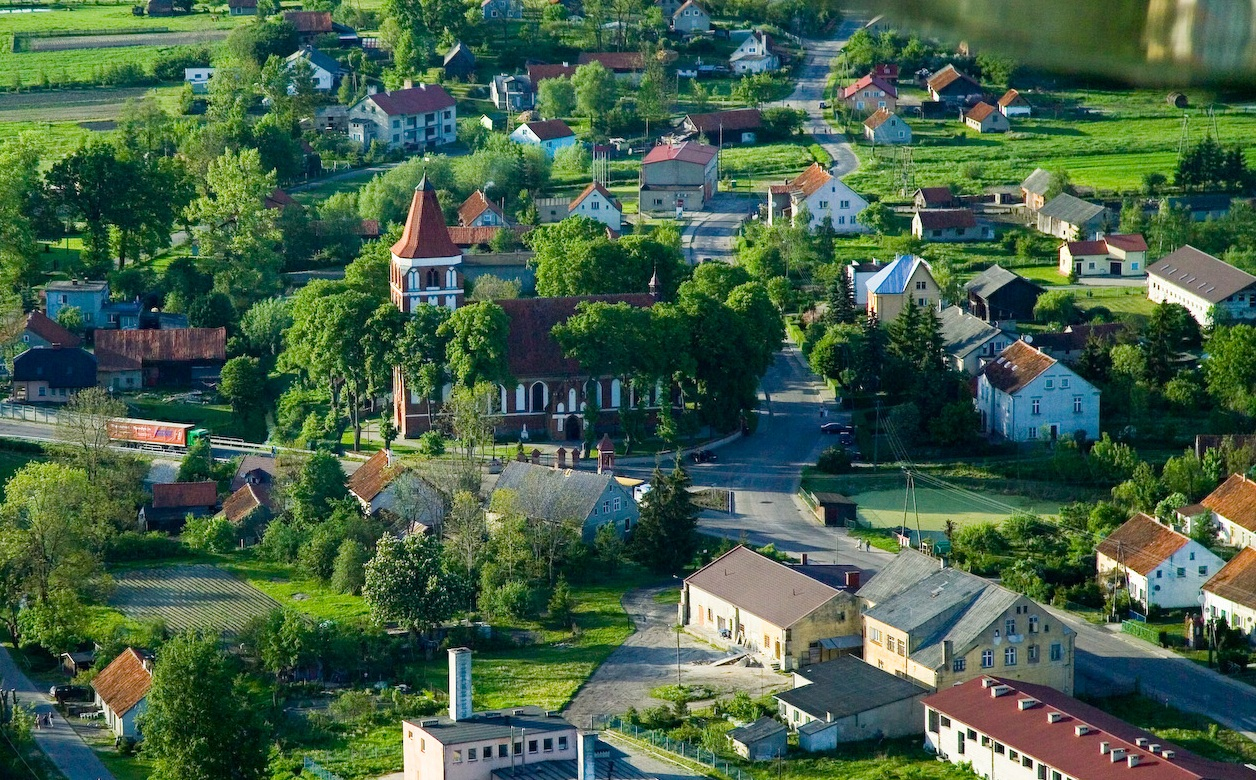
Luftaufnahme des Ortes

### Bevölkerungsentwicklung bis 1945
| Jahr | Einwohner | Anmerkungen                                    |
| ---- | --------- | ---------------------------------------------- |
| 1816 | 0619      | [ 4 ]                                          |
| 1858 | 1160      | darunter ein Evangelischer und 1159 Katholiken |
| 1871 | 1300      | [ 6 ]                                          |
| 1885 | 1428      | [ 7 ]                                          |
| 1933 | 1361      | [ 7 ]                                          |
| 1939 | 1366      | [ 7 ]                                          |

Balkendiagramm der Einwohnerzahlen bis heute

### Amtsbezirk Arnsdorf (1874–1945)
Von 1874 bis 1945 war Arnsdorf Amtssitz und namensgebend für einen Amtsbezirk im ostpreußischen Kreis Heilsberg, Regierungsbezirk Königsberg:
| Deutscher Name | Polnischer Name | Anmerkungen                     |
| -------------- | --------------- | ------------------------------- |
| Arnsdorf       | Lubomino        |                                 |
| Dittrichsdorf  | Biała Wola      | 1928 nach Arnsdorf eingemeindet |
| Sommerfeld     | Zagony          |                                 |

## Sehenswürdigkeiten
Die Pfarrkirche St. Katharina aus dem 14. Jahrhundert verfügt über einen Hochaltar und Seitenaltäre, die zwischen 1726 und 1730 angefertigt wurden. Sie waren ursprünglich in der 1809 abgebrochenen Jesuitenkirche von Braunsberg eingebaut. 1816 wurde die Kanzel durch die Werkstatt Biereichel angefertigt welche vermutlich auch die Altäre ergänzte und veränderte. Das aus Granit gefertigte Weihwasserbecken stammt aus dem 14. Jahrhundert.
Die Rochuskapelle  wurde 1617 vom Kaufmann Johann Meier (oder Maier) aus Braunsberg errichtet. Er hatte in Arnsdorf als Knecht gearbeitet und wollte damit Gott für sein Schicksal danken. Bis 1958 wurde die am Ende des Zweiten Weltkrieges ausgebrannte Kapelle wieder aufgebaut. Sie befindet sich an der Straße nach Dobre Miasto (Guttstadt).

## Verkehr
Der Ort liegt an der Woiwodschaftsstraße 507, die nach etwa zehn Kilometern in nördlicher Richtung durch Orneta und etwa 14 Kilometern durch Dobre Miasto führt. Der geographisch nächste internationale Flughafen ist der Flughafen Kaliningrad im russischen Oblast Kaliningrad, der zweitnächste ist der Flughafen Danzig in der polnischen Woiwodschaft Pommern.

## Schulwesen
Der Ort verfügt über eine Grund- sowie eine Mittelschule.